# Fortuna (divinità)
(Accio, Telefo, framm. 625)
(Orazio, Carmina, I, 35)

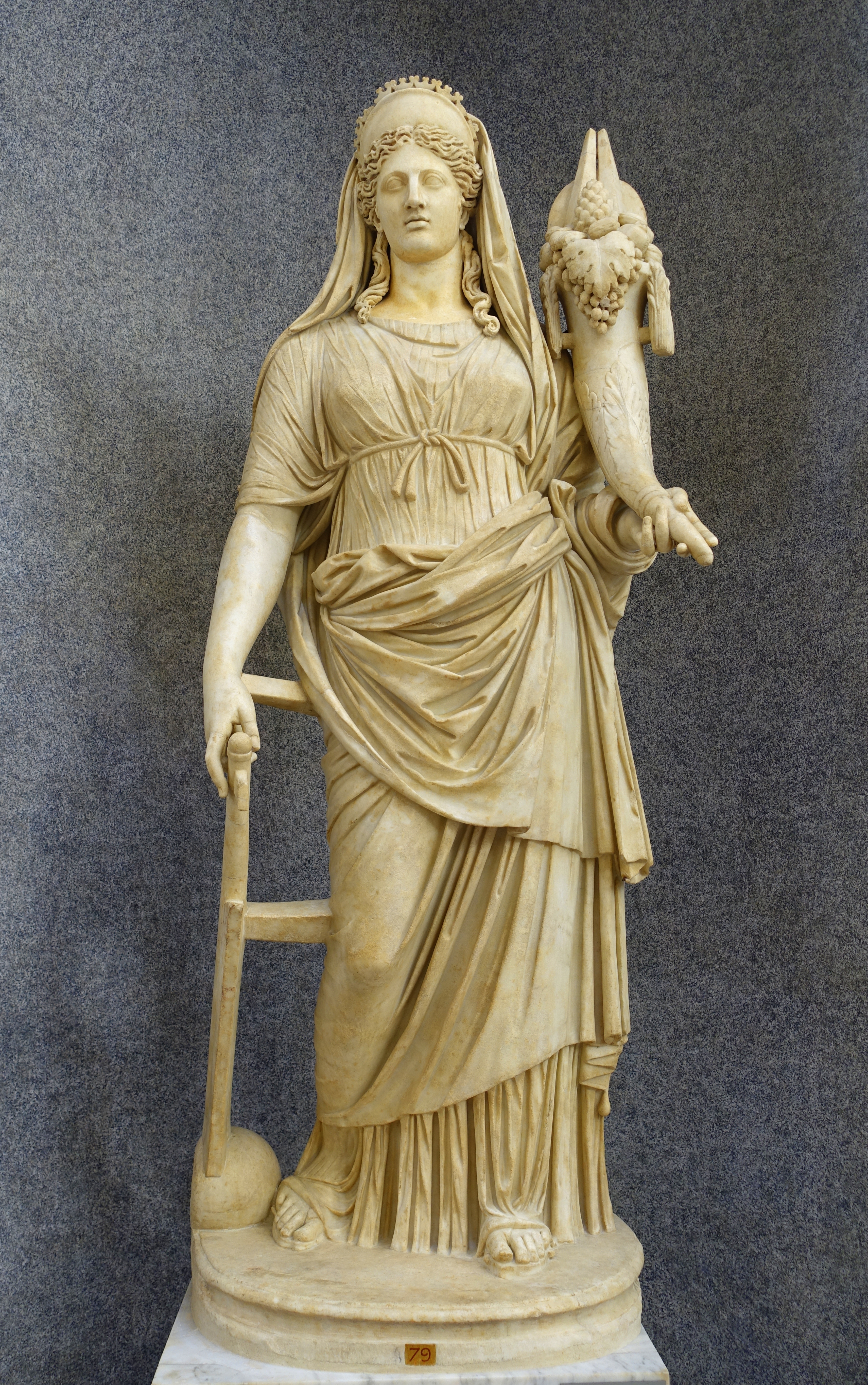
Statua romana della dea Fortuna nei Musei Vaticani

Fortuna è una figura della religione romana, la dea del caso e del destino, festeggiata come Fors Fortuna il 24 giugno dai romani.

## Divinità romana

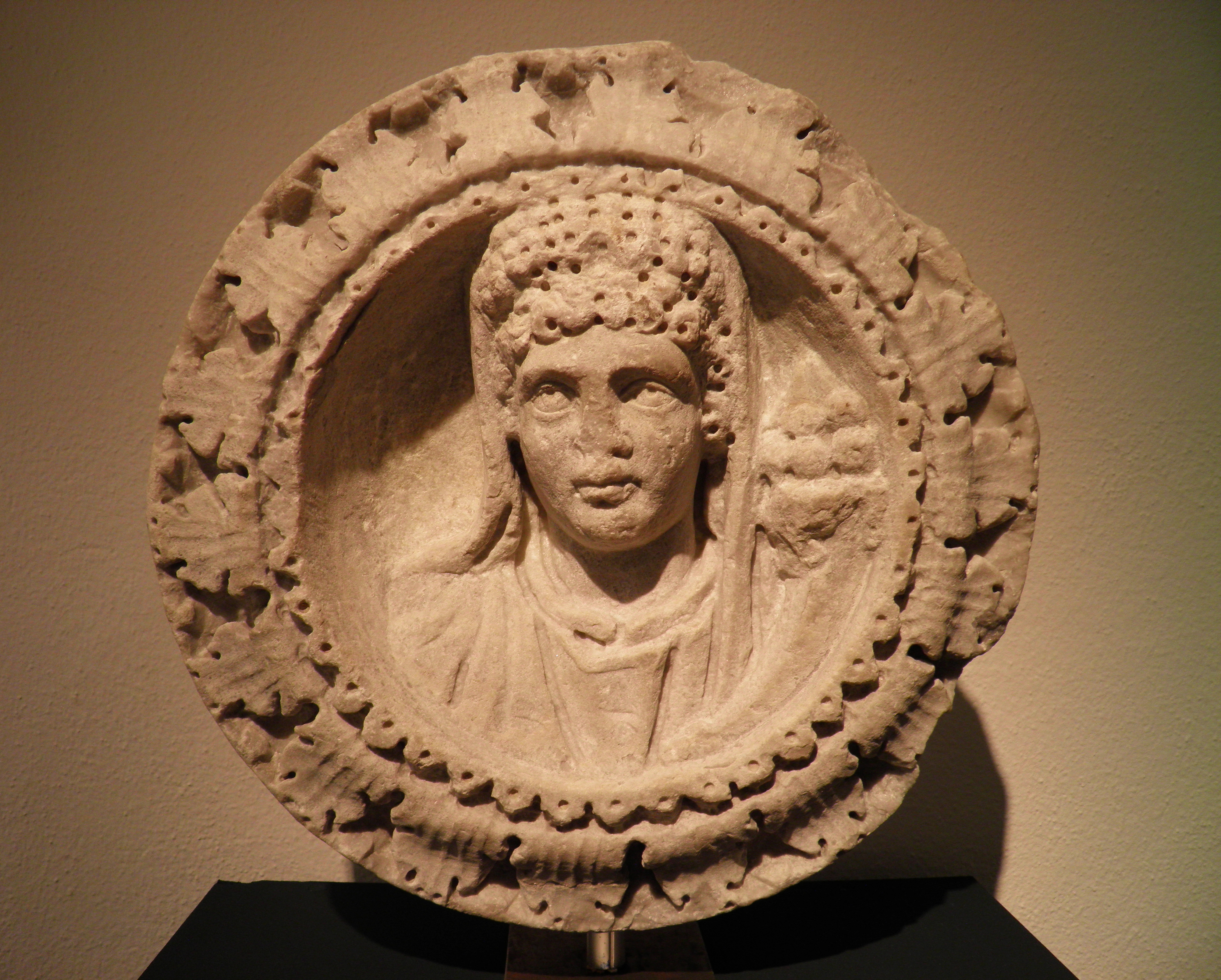
La dea Fortuna presso il Museo Romano-Germanico di Colonia

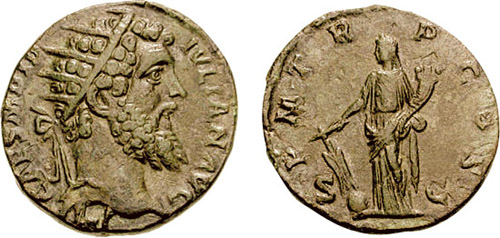
Dupondio di Didio Giuliano raffigurante Fortuna

Fortuna era una divinità antica, forse precedente alla fondazione di Roma anche se i romani ne attribuivano l'introduzione del culto a Servio Tullio, il re che più, fra tutti, fu favorito dalla Fortuna, alla quale dedicò ben ventisei templi nella capitale, ciascuno con un'epiclesi diversa. Si racconta anche che ella l'avesse amato, benché egli non fosse che un mortale e avesse l'abitudine di entrare a casa sua attraverso una finestrella. Una statua del re Servio Tullio si ergeva nel tempio della Dea.
E dicono che in quel medesimo tempo, là dove ora si trova il tempio della Fortuna, fluì miele da un olivo, e gli aruspici dissero che quelle sorti avrebbero goduto grande fama, e per loro ordine col legno di quell'olivo fu fabbricata un'urna, e lì furono riposte le sorti, le quali oggidì vengono estratte, si dice, per ispirazione della dea Fortuna.»
(Marco Tullio Cicerone, De Divinatione XLI 85-86)
La Fortuna era una dea dal carattere doppio, ma sempre positivo (altrimenti si parlava di Sors, la sorte):
1. Uno intraprendente, cioè che aiutava a far andare bene le imprese
2. Uno erotico (per il quale è rimasto il detto essere baciati dalla fortuna)

La dea veniva venerata con diversi attributi:
- Fortuna Muliebris
- Fortuna Primigenia
- Fortuna Redux
- Fortuna Stata
- Fortuna Virilis

Il suo corrispettivo nella mitologia greca è la dea Tyche.

## La Fortuna nel Medioevo
Nel De consolatione philosophiae, scritto attorno al 524 d.C. mentre attendeva la sua esecuzione, il celebre filosofo e statista Severino Boezio riflette sulla visione teologica del casus, i cui capricciosi e spesso rovinosi mutamenti sono in realtà tanto inevitabili quanto provvidenziali, per cui persino i più inspiegabili e accidentali eventi fanno parte del nascosto piano di Dio, a cui nessuno può resistere o può cercare di opporsi. Secondo questa concezione, gli eventi, le decisioni umane e persino l'influsso degli astri fanno tutti parte della volontà divina.
L'immagine iconografica della ruota della fortuna, che accompagna l'immaginario medioevale ma non solo, è una diretta eredità attinta dal secondo libro dell'opera di Boezio. La sua immagine appare così ovunque, dalle miniature dei manoscritti alle vetrate delle cattedrali, di cui c'è un bellissimo esempio nella cattedrale di Amiens, e persino nel gioco dei Tarocchi.

## La Fortuna nel Rinascimento

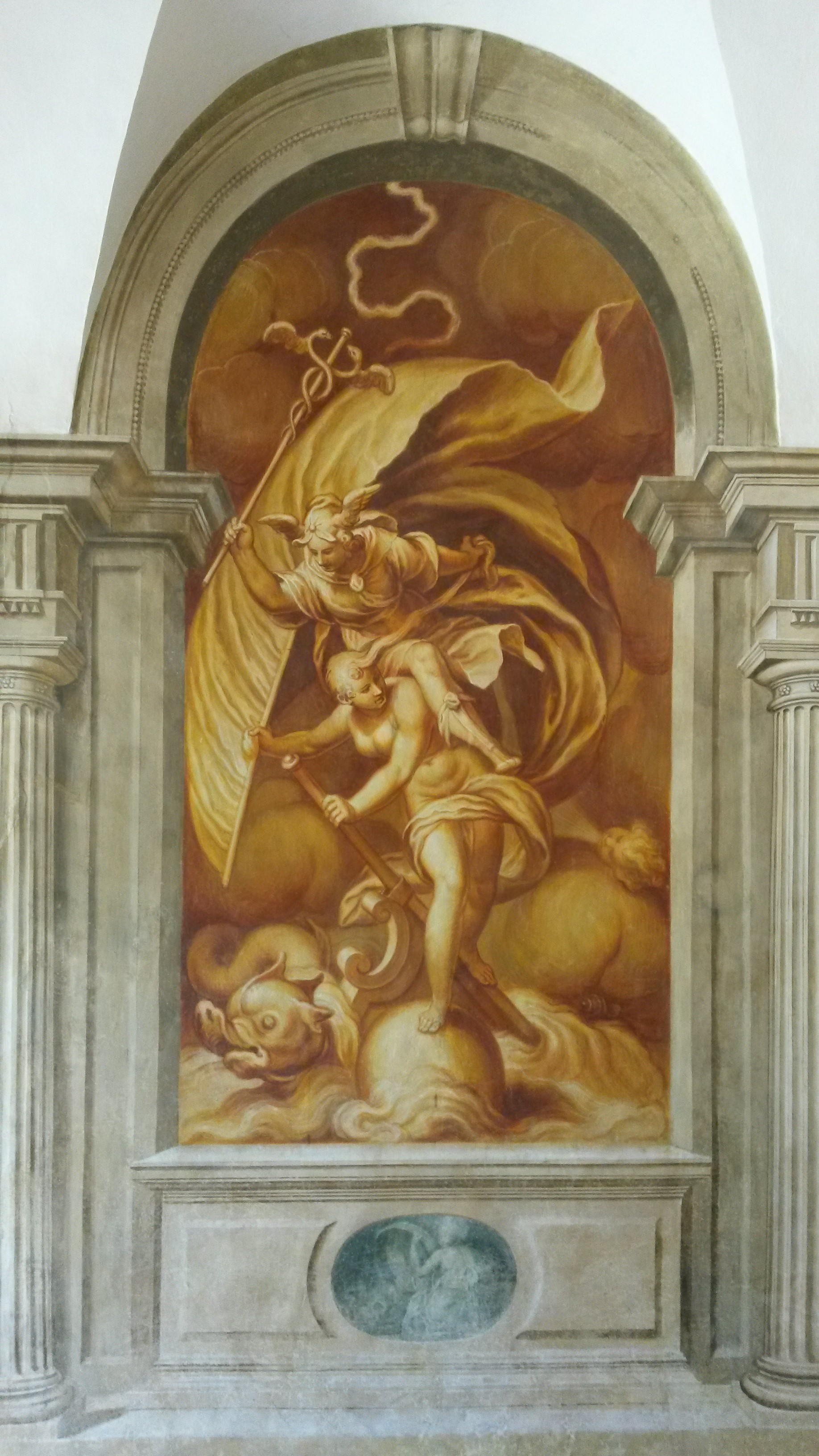
Paolo Farinati, Mercurio afferra la Fortuna per il lungo ciuffo, 1590 circa, affresco, Villa Nichesola-Conforti, Ponton di Sant'Ambrogio di Valpolicella (Verona).

Dalla fine del Quattrocento in avanti l'iconografia della Fortuna si presenta con una quantità straordinaria di varianti, con le quali incisori e pittori volevano sottolineare i più diversi comportamenti della dea. Lo studioso Giordano Berti ha individuato le seguenti tipologie:
- Fortuna con sfera: deriva dalla dea Tyche; una fanciulla nuda sta in piedi sopra una sfera e viene sospinta da una vela che tiene con le mani.
- Fortuna marina: deriva dall'iconografia di Iside pelagia e dalla Venere marina; la sua immagine è una fanciulla nuda che si muove sulle acque reggendo una vela o un timone; a volte sotto i suoi piedi c'è un delfino oppure una conchiglia.
- Fortuna con ciuffo: deriva del Kairos greco e dall'Occasio latina, divinità del momento opportuno; è una fanciulla con le ali ai piedi che corre veloce, mentre sulla sua testa calva spicca una lunga ciocca di capelli.
- Fortuna con cornucopia: unisce la dea romana Opi e il corno della capra Amaltea; la sua immagine è quella di una fanciulla, solitamente bendata, che distribuisce ricchezze lasciandole cadere da un grande contenitore a forma di corno.

Frequente altresì la sua contrapposizione a Mercurio, patrono dell'ars naturam adiuvans, ossia dell'ingegno e del raziocinio umano capaci di perfezionare, correggere ed eventualmente domare la forma naturale delle cose: nell'iconografia come in letteratura, Mercurio compare solidamente stante su un cubo, al contrario della Fortuna, la cui sfera è rappresentazione di assoluta precarietà.

## Curiosità
- La regione di Fortuna Tessera, sulla superficie di Venere, è stata così battezzata in onore della dea Fortuna.
- Il film di Ferzan Özpetek del 2019 La dea fortuna prende il titolo dal Santuario della Fortuna Primigenia di Palestrina dove una dei protagonisti lavora e dal tema della fortuna come destino.